# Weinan E
Weinan E (chinês: 鄂维南, pinyin: È Wéinán; Jingjiang, setembro de 1963) é um matemático chinês, conhecido por seu trabalho em matemática aplicada, com aplicações em mecânica dos fluidos e ciência dos materiais. Adicionalmente, trabalha com modelagem multiescala.
Obteve um doutorado em 1989 na Universidade da Califórnia em Los Angeles, orientado por Björn Engquist.
Foi palestrante convidado do Congresso Internacional de Matemáticos em Pequim  (2002). Em 2012 foi eleito fellow da American Mathematical Society.
Para o Congresso Internacional de Matemáticos de 2022 em São Petersburgo está listado como palestrante plenário.

## Publicações selecionadas
- Principles of Multiscale Modeling